# Carona (Lombardia)
Carona (lombardul: La Caruna) település Olaszországban, Lombardia régióban, Bergamo megyében. Lakosainak száma 285 fő (2023. január 1.). Carona Foppolo, Branzi, Valleve, Valgoglio, Valbondione, Caiolo, Gandellino és Piateda községekkel határos.

## Népesség
A település népessége az elmúlt években az alábbi módon változott:
| Lakosok száma | 326  | 313  | 285  |
|               | 2017 | 2018 | 2023 |